# Digitale duurzaamheid
Digitale duurzaamheid is de houdbaarheid en bruikbaarheid van digitale gegevens op de langere termijn. Omdat zowel hardware als software continu veranderen, kunnen digitale gegevens snel onbruikbaar worden. Dit is met name een probleem voor erfgoedinstellingen zoals bibliotheken en archieven, die informatie voor de toekomst willen bewaren. 

## Houdbaarheid van gegevensdragers
Een van de problemen van digitale duurzaamheid is de houdbaarheid van gegevensdragers. Magnetische gegevensdragers, waarbij gegevens worden opgeslagen door magnetisch materiaal uit te richten, verliezen bijvoorbeeld na enkele jaren hun magnetische richting. Een meer recent probleem zijn beschrijfbare cd's. Deze blijken na enkele jaren vaak kapot te gaan.
Om gegevens duurzaam bruikbaar te houden is het nodig gegevensdragers te kiezen waarvan de houdbaarheid bekend is. Om de zoveel tijd zullen de gegevens op nieuwe, verse gegevensdragers opgeslagen moeten worden.

## Beschikbaarheid van uitleesapparatuur
Ook al zijn de gegevensdragers in goede staat, dan kan het nog steeds een probleem zijn om de oude gegevens terug te lezen omdat de benodigde apparatuur om die te lezen niet meer werkt, of, zoals meestal het geval, gewoonweg weggedaan is. Reserveonderdelen zijn niet meer beschikbaar, en ook technici zijn vaak niet meer opgeleid om 'oude' apparatuur te repareren.

## Beschikbaarheid van software
Zelfs als de oude gegevens nog gebruikt zouden kunnen worden, dan rest vaak nog een probleem, namelijk: met welke software dat gedaan moet worden. In feite is ieder gegevensbestand niets anders dan een reeks nullen en enen, en als niet bekend is hoe dien moet worden geïnterpreteerd, dan is de informatie nutteloos.

## Beschikbaarheid van de internetpagina's waarnaar men verwijst
Veel informatie gaat verloren doordat websites verhuizen, andere namen krijgen, of helemaal verdwijnen. Daarmee worden alle links naar die informatie ook onbruikbaar.

## Oplossingen voor het digitaleduurzaamheidsprobleem
In principe is er geen algemene oplossing tegen digitale gegevensrot; iedere gegevensdrager heeft een houdbaarheid, uitleesapparatuur kan stuk gaan en software kan verloren gaan. Maar er zijn vele maatregelen ontwikkeld om de kansen op gegevensverlies te verminderen. 

### Oplossingen op het gebied van de gegevensdragers
- Digitale gegevens van blijvend belang dient men van tijd tot tijd op nieuwe gegevensdragers over te zetten.
- Men dient gegevensdragers te kiezen die lang meegaan:
  - Magneetbanden kunnen enkele tientallen jaren mee mits ze goed opgeslagen worden.
  - Harde schijven gaan eveneens tientallen jaren mee (mits ze natuurlijk niet continu draaien).
  - Optische media zoals compact disc gaan relatief kort mee, zo'n 5 jaar. De reden is dat de materialen waarvan beschrijfbare cd's en dvd's van gemaakt zijn chemisch onstabiel zijn. Geperste cd's zijn weliswaar zeer lang houdbaar, maar zij moeten in zulke grote aantallen gefabriceerd worden om economisch rendabel te zijn dat ze voor digitale duurzaamheid waardeloos zijn.
- Men kan gegevens op verschillende mediatypen opslaan en hierdoor het risico verminderen.

### Oplossingen op het gebied van de opslagapparatuur
- Men dient altijd de apparatuur te bewaren om gegevens van opslagmedia te lezen waar men gegevens in bewaart. Dit kan zich beperken tot alleen de uitleesapparatuur, maar ook breder uitvallen, in veel gevallen zal men de complete computer moeten bewaren om zeker te zijn dat de gegevens teruggelezen kunnen worden.
- Men dient de gegevens zo veel mogelijk op moderne media over te zetten gedurende technologische overgangsperiodes.

### Oplossingen op het gebied van de software
Oplossingen op het gebied van de software kunnen verdeeld worden in twee categorieën:
Het inlezen van oude gegevens met nieuwe software:
- Het inlezen van oude gegevens met oude software of nieuwe software die oude software imiteert (emulatie)
  - Software gebruikt door amateurs heeft vaak een langere houdbaarheid. Als we terugkijken op de jaren 80, dan kunnen we stellen dat de wereld van de mainframes van destijds nagenoeg volledig verloren gegaan is en dat de software die daarop draaide vandaag zeer moeilijk bruikbaar is. Als we naar de wereld van de homecomputers kijken, dan zien dat deze nagenoeg volledig bewaard is gebleven. De oorzaak is dat veel amateurs die zich destijds met bepaalde computers bezighielden, veel tijd en energie gestoken hebben in het bewaren van die omgevingen voor het nageslacht; voor zowat iedere homecomputer bestaat er vandaag een emulator en er bestaan uitgebreide softwarearchieven van de programmatuur van destijds op internet. Vandaag is er door middel van hobbyclubs zelfs nog steeds kennis over de machines van destijds aanwezig.
  - Platformen die de industriestandaard zijn, hebben een langere houdbaarheid dan platformen die dat niet zijn. Een goed voorbeeld hier is MS-DOS, software geschreven voor dit platform is vandaag nog steeds redelijk draaibaar en zal dat vermoedelijk blijven. Software geschreven voor, bijvoorbeeld Xenix, is vandaag nauwelijks draaibaar.
- Het inlezen van oude gegevens met nieuwe software (migratie)
  - De bekendheid van de structuur van een bestandsformaat bepaalt de houdbaarheid. Indien de bestandsstructuur van gegevens onbekend is, zal de houdbaarheid ervan beperkt zijn tot de houdbaarheid van de software om deze te lezen. Indien men geen controle heeft over deze software zullen gegevens langzaamaan onbruikbaar worden zodra de software van de markt verdwijnt.
  - Indien de structuur van een bestandsformaat zeer bekend is is de kans het grootst dat toekomstige software functionaliteit zal hebben om de oude gegevens te lezen.
  - Indien men geen bekende bestandsformaten kan gebruiken, kan men de structuur bij de gegevens bewaren. Back-upsoftware plaatst aan het begin van een magneetband vaak een korte uitleg van de bestandsstructuur in standaard ASCII-formaat.
  - Men dient op te passen voor het bestandssysteem; indien men weet hoe men de bestanden op een medium moet lezen maar niet weet wat de bestanden zijn omdat het bestandssysteem onbekend is, kan men nog niet bij de gegevens.

## Oplossingen voor problemen met verwijzingen
Om te voorkomen dat links naar informatie onvindbaar worden, is het systeem van persistent identifiers ontwikkeld.  

## Behouden van authenticiteit
De focus op de leesbaarheid van digitale gegevens kan worden beschouwd als een specifiek perspectief op digitale duurzaamheid. In een breder perspectief staat niet alleen de leesbaarheid van gegevens centraal maar wordt ook gekeken naar de authenticiteit van gegevens. Hoe kan worden gegarandeerd dat gegevens niet zijn gewijzigd? De authenticiteit van gegevens kan worden bewaard met een digitaal archiefsysteem dat de volgende functies omvat: innemen (vastlegging), opslag, ordening, beschrijving, selectie, verwijdering, bewaren en beschikbaar stellen. Overigens dient hierbij te worden opgemerkt dat dit digitale archiefsysteem niet alleen bestaat uit techniek - de Records Management Applicatie genoemd - maar ook uit organisatorische werkwijzen.